# Leptogorgia piccola
Leptogorgia piccola is een zachte koraalsoort uit de familie Gorgoniidae. De koraalsoort komt uit het geslacht Leptogorgia. Leptogorgia piccola werd in 1988 voor het eerst wetenschappelijk beschreven door Grasshoff. 